# 马耶奈姆
马耶奈姆（法語：Meyenheim，发音：[majənaim]；德语：Meienheim）是法国上莱茵省的一个市镇，属于坦恩-盖布维莱尔区和恩西赛姆县（Ensisheim）。该市镇总面积12.78平方公里，2009年时的人口为1235人。

## 人口
马耶奈姆人口变化图示